# وليام إيتي
وِلْيَام إِيتِّي (بالإنجليزية: William Etty) كان فناناً ورساماً إنجليزيا شهيرا لرسوماته التاريخية للعُرَاة. كان أول رسام بريطاني بارز يرسم العراة والطبيعة الصامتة. ولد بيورك في 10 مارس 1787، ترك المدرسة في سن الثانية عشرة ليصبح متدرباً صناعياً في مدينة هال. أنهى التلمذة الصناعية بعد سبع سنوات وانتقل إلى لندن، حيث التحق عام 1807 بالمدارس الأكاديمية الملكية. هناك درس على يد توماس لورنس وتدرب من خلال نسخ أعمال فنانين آخرين. حصل إيتي على الاحترام في الأكاديمية الملكية للفنون لقدرته على رسم درجات واقعية لمختلف ألوان الجسد، ولكنه لم يحقق نجاحا تجاريا أو حاسما في سنواته الأولى في لندن. توفي في 13 نوفمبر 1849 بيورك.
تضمنت لوحة إيتي المعروفة باسم «وصول كليوباترا إلى صقلية» المرسومَة في عام 1821، العديد من الأشكال العارية، وقد لاقت استحسان الجمهور الفني بشكل واسع. دفع النجاح الذي حققته هذه اللوحة لعمل رسوم قصصية أخرى محتوية على أشكال عارية.  تضمنت جميع أعماله المعروضة في الأكاديمية الملكية خلال عشرينيات القرن التاسع عشر (عدا واحدة منها) شكلًا عاريًا واحدًا على الأقل، ما أكسبه سمعة بالبذائة وقلة الاحتشام. على الرغم من هذا، فقد لاقت أعماله نجاحًا واسعًا على الصعيدين التجاري والنقدي، واختير أكاديميًا ملكيًا في عام 1828، وهي أعلى مرتبة شرفية يُمكن أن يحصل عليها الفنان في ذلك الوقت. على الرغم من كونه واحدًا من أعلى الفنانين قدرًا في بلاده، فقد استمر بالدراسة في حصص رسم الجسم البشري التي تُعتبر ممارسة غير ملائمة من قبل زملائه الفنانين. بدأ إيتي في ثلاثينيات القرن التاسع العشر بالتنويع في أعماله ليدخل في مجال مربحٍ أكثر ولكنه أقل احترامًا من قبل الفنانين الآخرين ألا وهو مجال رسم البورتريه، وأصبح أول رسام إنجليزي يرسم لوحات مؤثرة في مجال فن الطبيعة الصامتة. استمر في الرسم العاري للذكور والإناث، ما عرّضه حينها لانتقاد العناصر الصحفية البريطانية واستنكارها بشكل شديد. 
كان إيتي رجلًا خجولًا جدًا، إذ كان قليل الاختلاط بالآخرين، ولم يتزوج أبدًا طيلة حياته. عاش مع ابنة أخته (إليزابيث إيتي) منذ عام 1824 حتى مماته. بالرغم من عيشه في لندن، فقد أبدى اهتمامًا واسعًا بمدينته الأصلية يورك، ويظهر ذلك جليًا من خلال مشاركته في تأسيس أول مدرسة فنية في المدينة وفي دعمه لحملة الحفاظ على أسوار مدينة يورك الأثرية. لم يُعلن إيتي تحوله عن اعتناق الديانة الميثودية، إلا أنه كان شديد التعلق بالكنيسة الرومانية الكاثوليكية وكان من بين قلة الأشخاص غير الكاثوليكيين الذين حضروا افتتاح الكنيسة التابعة لكلية سانت ماري في حي أوسكوت التي صممها المعماري أغسطس بوجن في عام 1938، والتي كانت البناية الرومانية الكاثوليكية الأهم في إنجلترا في ذاك الوقت. 
كان إيتي مُنتجًا وناجحًا تجاريًا خلال أربعينيات القرن التاسع عشر، لكن جودة أعماله تدهورت خلال هذه الفترة. تقاعد إيتي في مدينة يورك في عام 1848 وذلك بعد تدهور حالته الصحية. توفي في عام 1849، وذلك بعد فترة قصيرة من معرض استعادي ضخم. أصبح الطلب شديدًا على أعماله في الفترة التي أعقبت موته، وبيعت لوحاته مقابل مبالغ مالية طائلة. أدى تغير الذائقة الفنية إلى خروج أعماله عن سياق الموضة وتوقف الفنانين عن تقليد أسلوبه في الرسم. انخفضت القيمة المالية لأعماله إلى دون سعرها الأساسي في نهايات القرن التاسع عشر، ولم يشتهر خارج مدينته الأصلية يورك طوال القرن العشرين. تجدد الاهتمام بأعمال إيتي مرة أخرى عبر تضمين أعماله في المعرض المميز «مكشوف: العري الفيكتوري» المُقام في متحف تيت في 2001-2002، والترميم البارز للوحته «الحوريات وأوديسيوس» في عام 2010 والعرض الاستعادي الضخم لأعماله في معرض يورك للفنون في 2011-2012.

## خلفية
تأثرت الرسومات البريطانية في أواخر القرن الثامن عشر وبدايات القرن التاسع عشر بآراء السير جوشوا راينولدس (1723-1792)، وهو الرئيس الأول للأكاديمية الملكية للفنون. آمن راينولدس بأن الغرض من الفن هو «تصوير الأشخاص وتمثيلهم بطابعٍ شاعري، وعدم الاقتصار على الجانب الواقعي البحت»، وأن على الفنانين الاقتداء برسامي عصر النهضة مثل روبنس وباولو فرونزه ورفائيل وتصوير الأشخاص المرسومين بطريقةٍ قريبةٍ من الكمال. تغنى راينولدس في كتابه المعروف باسم مخاطبات في الفن بمهمة الفنان في رسم الأشخاص بطريقة مثالية، وبقي هذا الكتاب مرجعًا أساسيًا للفن في بريطانيا حتى بعد مماته. هيمنت الأكاديمية الملكية على الفن البريطاني؛ إذ كان المعرض السنوي الصيفي للأكاديمية الملكية أهم حدث في التقويم السنوي. سيطرت الأكاديمية الملكية على مدارس الفنون المرموقة التابعة للأكاديمية الملكية، التي احتكرت تدريب الفنانين الجدد والذين دُرّسوا وفق الأساليب المعتمدة. على الرغم من بدء بعض الفنانين مثل جوزيف مالورد ويليام تيرنر (داعم قوي للأكاديمية الملكية) بالابتعاد عن تأثير المعلمين القدماء ورغبتهم في إنشاء أنماط بريطانية فريدة، فقد التزموا بالأساسيات التي وضعها السير راينولدس.
اعتُبر الرسم القصصي أرفع أنواع الرسم في ذلك الوقت، وذلك حسب آراء الأكاديمية الملكية والنقاد آنذاك. يُعتقد أن هذه الأعمال قد سمحت للفنانين البريطانين بإظهار أنفسهم بمنزلة مساوية أو أعلى من الفنانين الأوروبيين الفعالين في ذلك الوقت ومن المعلمين القدماء كذلك. اعتُبرت الصيغ الأخرى للرسم مثل البورتريه والمناظر الطبيعية أنماطًا أدنى قيمة؛ إذ لم تعطِ فرصة للفنان لتصوير قصة ما، بل كانت عبارة عن وصفٍ للواقع بكل بساطة. مع ذلك، كرّس أغلب الفنانين، وحتى البارزين منهم، وقتًا لرسوم البورتريه؛ إذ إن الأشخاص أو العوائل كانت تدفع أموالًا جيدة مقابل رسوم البورتريه، ما يوفر مصدر دخلٍ جيد للفنان. خلّد اثنان من الرؤساء الثلاثة الأوائل للأكاديمية الملكية (جوشوا راينولدس والسير توماس لورنس) اسميهما رسامين للبورتريه. انخفضت أعداد الرسومات القصصية في إنجلترا بحلول القرن التاسع عشر، وذلك بسبب عدم وجود زبائن يدفعون المال لأجل الرسومات القصصية.

## طفولته وتلمذته (1787-1805)
وُلد وليام إيتي في منطقة فيزغيت في يورك في 10 مارس 1787، وكان الطفل السابع لماثيو إيتي وإيسثر كالفيرلي. على الرغم من كون ماثيو إيتي طحانًا وخبازًا ناجحًا، فإنه لم يكن مستقرًا ماديًا بسبب تحمله لأعباء عائلته الكبيرة. ورث أخو إيسثر كالفيرلي ملكية قرية هايتون في عام 1745 بشكلٍ غير متوقع، وذلك قبل تسع سنوات من ولادتها، لكنه تبرأ منها بعد زواجها من ماثيو، بسبب اعتباره واقعًأ في منزلةٍ أدنى منها. كانت عائلة وليام ميثودية متشددة، ورُبي هو على هذا الأساس أيضًا، لكنه لم يُعجب بالمنظر الإسبارطي للكنيسة الميثودية، وكان يحب الذهاب إلى كنيسة أبرشية الأنجليكان أو إلى كاتدرائية يورك متى ما استطاع ذلك.
برزت مواهبه الفنية في عمر مبكر، إذ كان يرسم باستخدام الطباشير على الأرضية الخشبية لمحل والده. ذهب في الرابعة من عمره إلى مدارس محلية في مدينة يورك، قبل أن يُرسل في العاشرة من عمره إلى أكاديمية مستر هول، وهي مدرسة داخلية واقعة في قرية بوكلنغتون، لكن تركها بعد سنتين من انضمامه لها. تتلمذ وليام عامل طباعة لدى روبرت بيك في مدينة هُل، وهو ناشر صحيفة هُل باكيت. على الرغم من إحساسه بالإرهاق والضجر الشديدين جراء هذا العمل، فقد استمر بالرسم في وقت فراغه، ومنحه هذا العمل فرصة لتوسيع مداركه من خلال قراءته للكتب. يبدو أن وظيفته عامل طباعة قادته لإدراك إمكانية اكتساب الشخص لرزقه من خلال الرسم والتلوين.
انتهى عقد التلمذة بين إيتي وبيك الذي دام سبع سنين، في 23 أوكتوبر 1805، وقد استقبل هذا الأمر بسعادة غامرة بسبب كرهه الشديد لهذا العمل. بقي في هُل ثلاثة أسابيع إضافية عمل فيها صانعًا ماهرًا في الطباعة. انتقل إلى لندن «وبحوزته بضع قطعٍ من الطباشير الملون» ليسكن مع أخيه الأكبر والتر في شارع لومبارد. عمل والتر مع مُصنّع الدانتيل الذهبي الناجح بودلي. وصل وليام إلى لندن في 23 من نوفمبر 1805، مع وجود نيةٍ له بالالتحاق بمدارس الفن التابعة للأكاديمية الملكية.

## وصلات خارجية
- وليام إيتي على موقع الموسوعة البريطانية (الإنجليزية)
- لوحات وليام إيتي - «Art UK» (بالإنجليزية)